# Cyphostemma perforatum
Cyphostemma perforatum är en vinväxtart som först beskrevs av Jean Laurent Prosper Louis, och fick sitt nu gällande namn av Descoings. Cyphostemma perforatum ingår i släktet Cyphostemma och familjen vinväxter. Inga underarter finns listade i Catalogue of Life.